# Marini de Livera
Marini de Livera är en lankesisk advokat och aktivist engagerad i barn och kvinnors rättigheter. 
Marini de Livera har en utbildning i mänskliga rättigheter och drama från Trinity College, London. Hon har arbetat med att utbilda inom armén och polisen på Sri Lanka inom frågor gällande mänskliga rättigheter. Hon har även varit styrelseledamot i National Child Protection Authority. 
I sitt arbete använder hon drama och konst för att hjälpa fler att förstå mänskliga rättigheter genom t.ex. teaterföreställningar.
År 2019 fick Marini de Livera motta priset International Women of Courage Award.